# Reformierte Kirche Mühlehorn

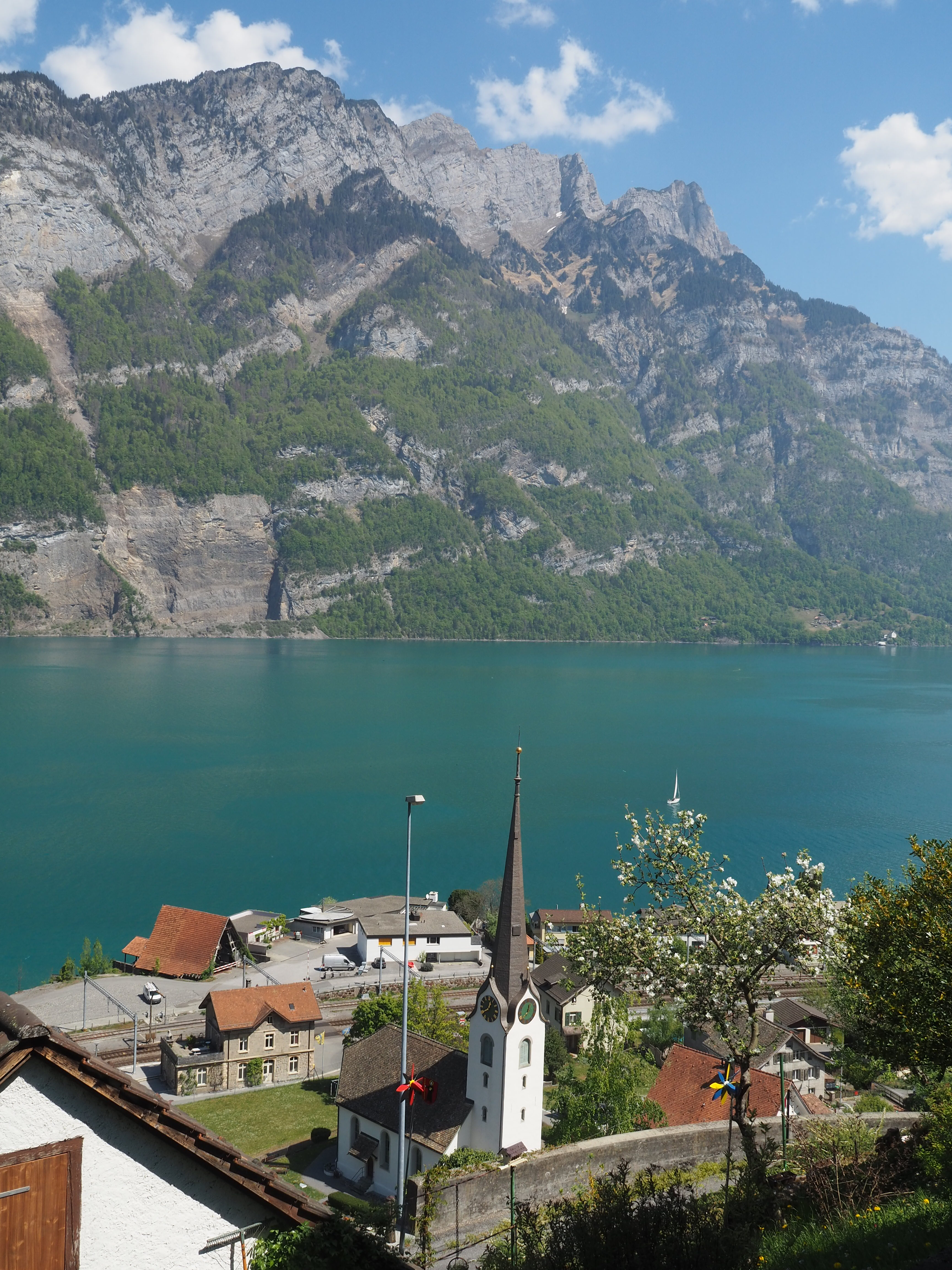
Blick auf Kirche, Walensee und Leistchamm

Die reformierte Kirche Mühlehorn ist eine barocke Landkirche in Mühlehorn am Walensee, Kanton Glarus.
Die längsrechteckige Saalkirche mit polygonalem Abschluss wurde 1759 bis 1761 von Hans Jakob Messmer errichtet. Lange Zeit wurde sie dem Baumeister Hans Ulrich Grubenmann zugeschrieben, in dessen Umfeld Messmer verkehrte. Die Kirche verfügt über einen Frontturm mit Spitzturmhelm und geschweiften Wimpergen und ist im Norden dreiseitig abgeschlossen.
Der Taufstein und die der reformierten Bedeutung der Predigt gemäss in der Mittelachse positionierte Kanzel stammen aus der Bauzeit. Das Stichkappengewölbe mit klassizistischem Stuck und die Pilaster wurden erst 1826 von Heinrich Ladner eingebaut. Die Glasmalereien (links Johannes Evangelist, rechts Jesus Christus) von 1904 fertigte Hans Meyner an. Die Orgel auf der Rückempore verfügt über ein Manual, Pedal und sieben Register. Sie ist ein Werk der Firma Mathis Orgelbau aus dem nahen Näfels.
2019 bis 2020 wurde die einsturzgefährdete Kirche saniert.

## Galerie

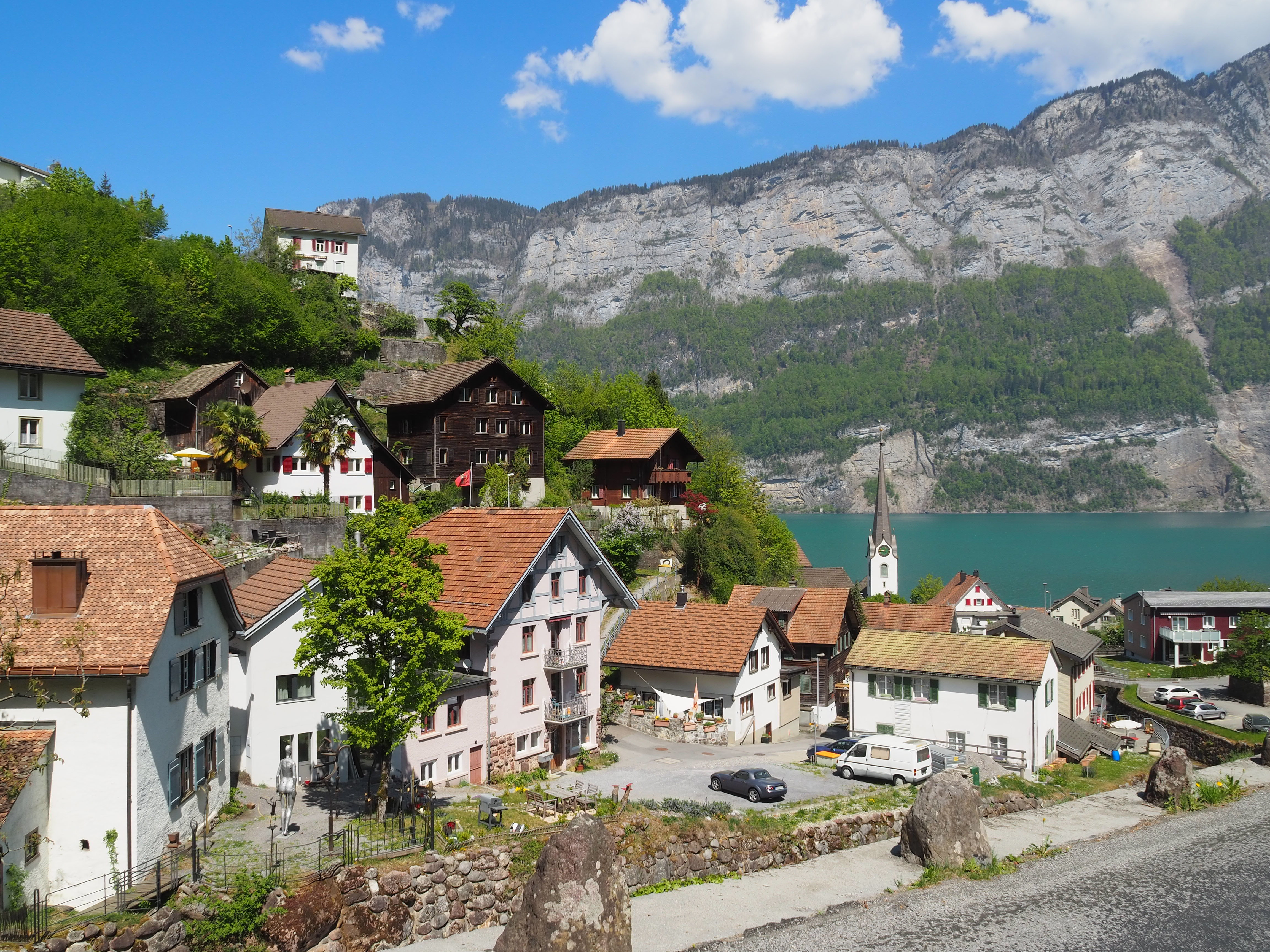
Die Kirche von Süden im Ortsbild
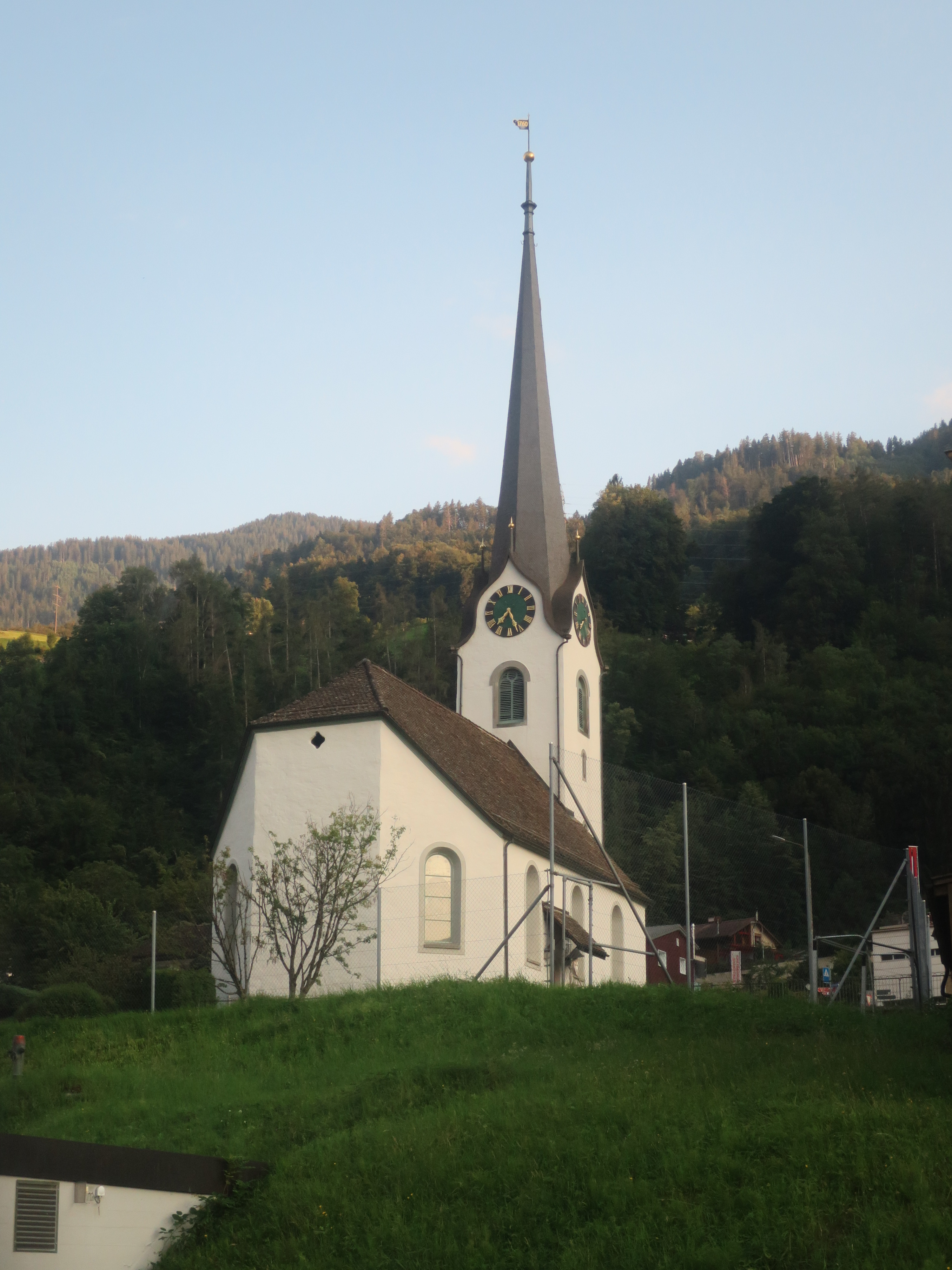
Die 1761 erbaute Kirche von Norden
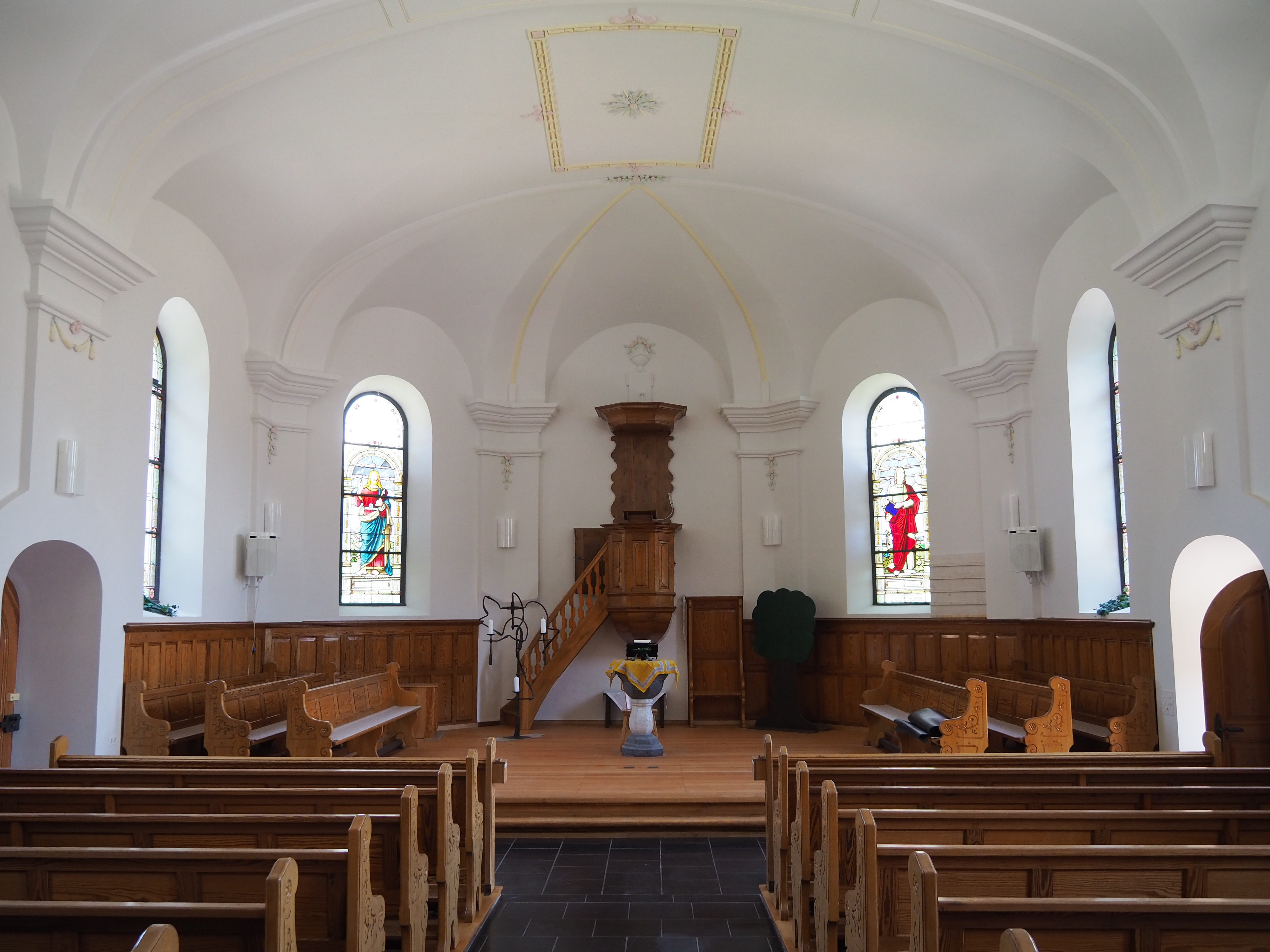
Der Innenraum mit Liturgiezone
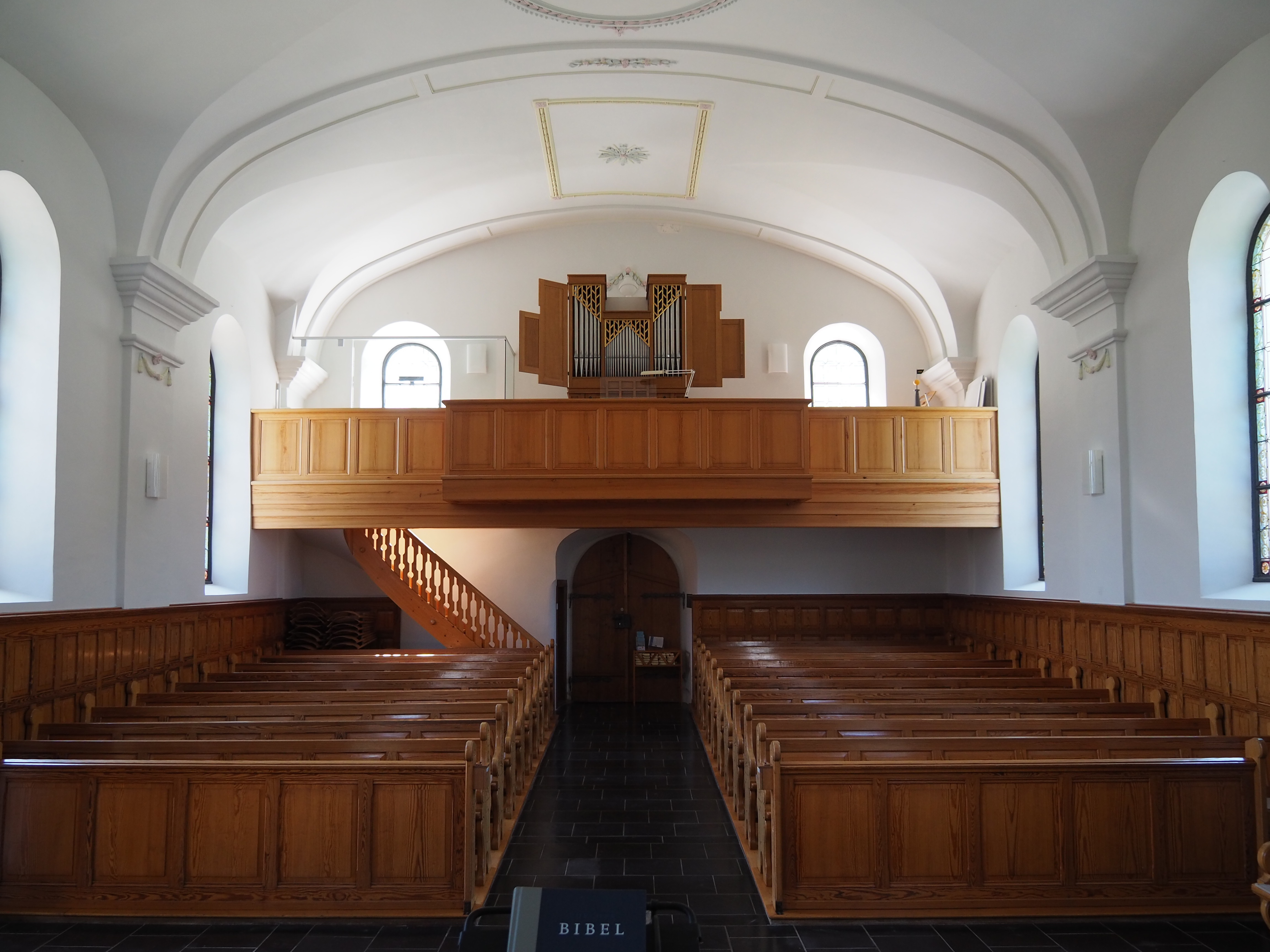
Rückempore mit Mathis-Orgel von 1968
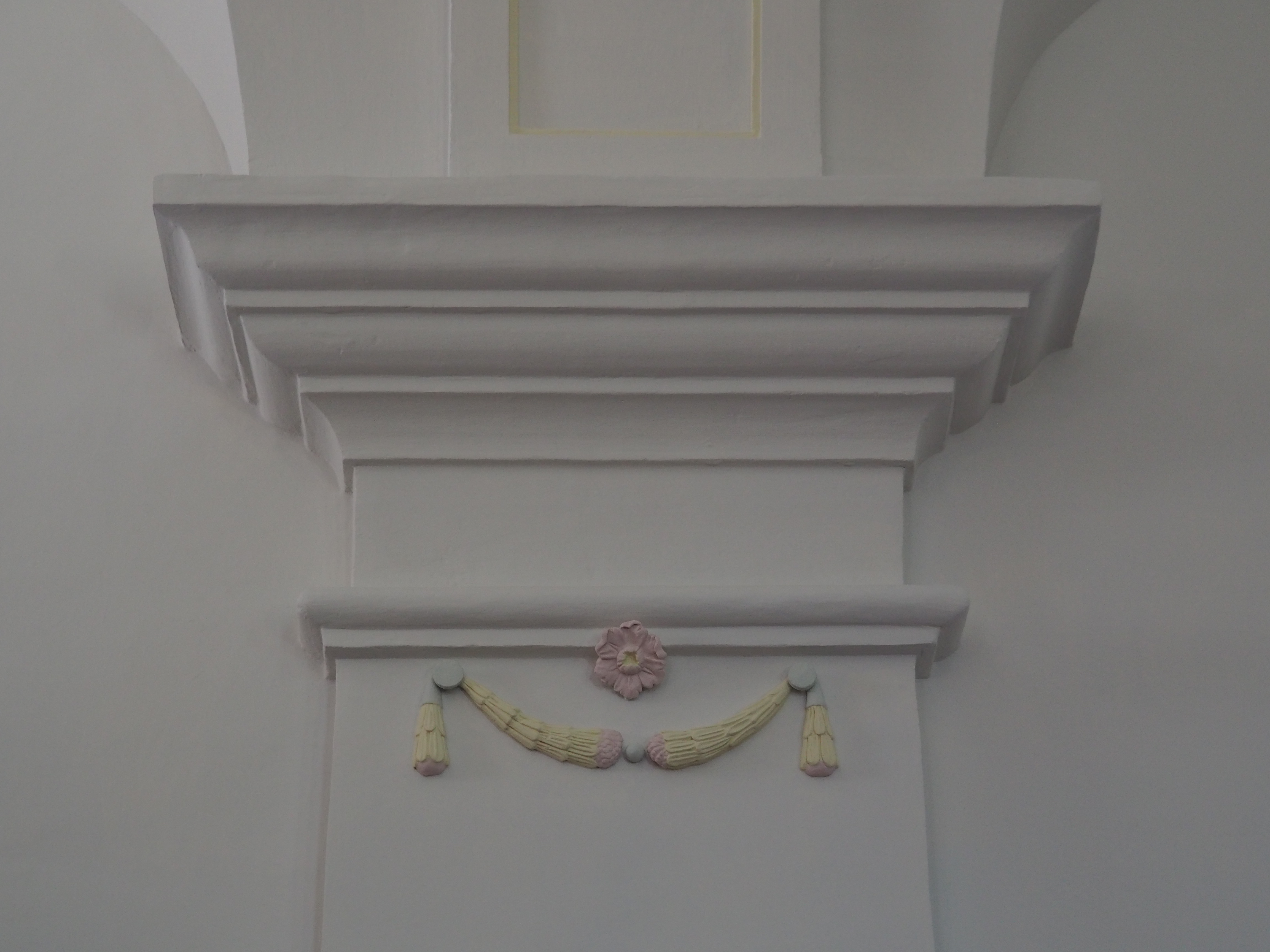
Stuck von 1826
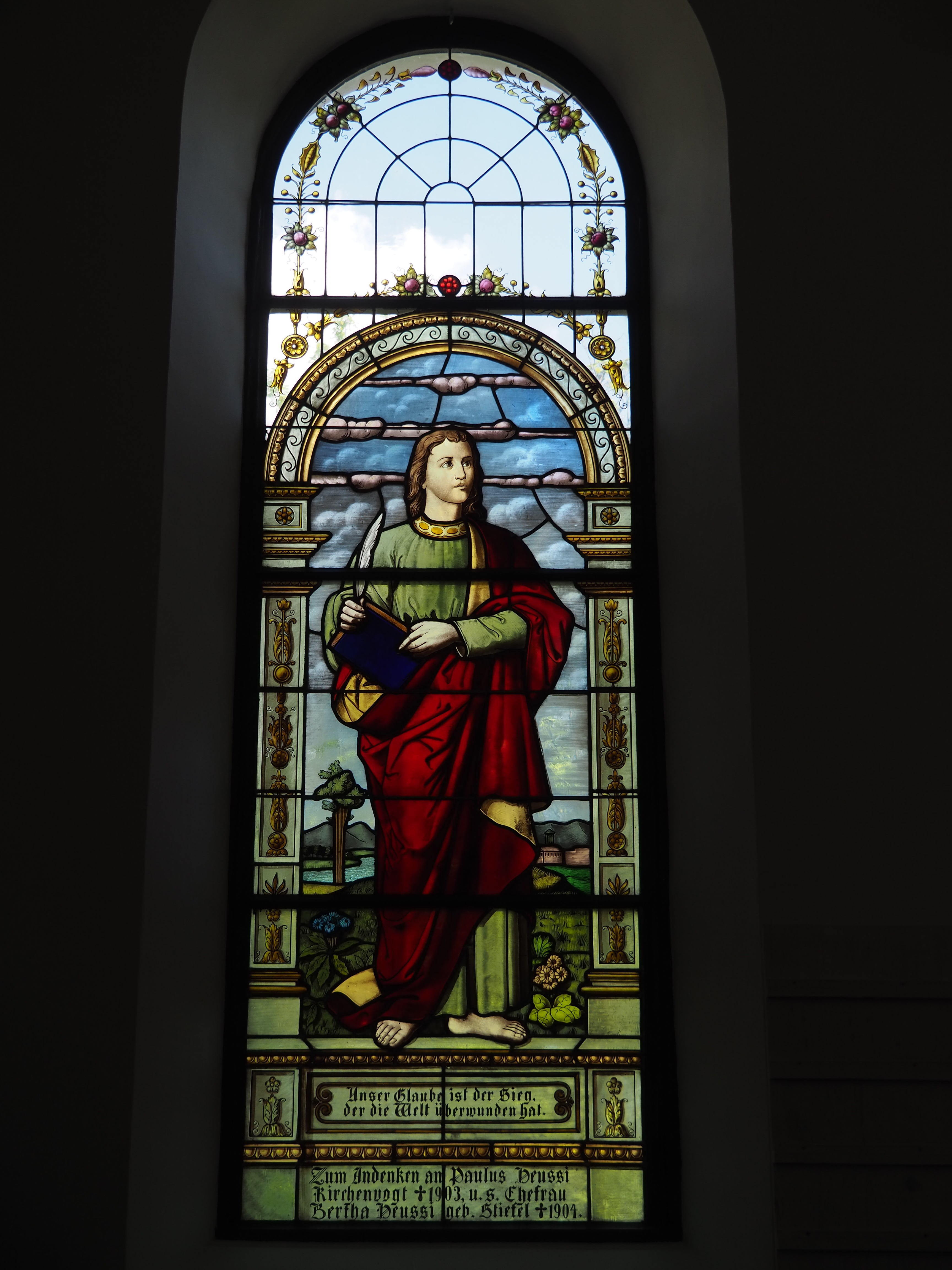
Johannes-Evangelist-Fenster, 1904
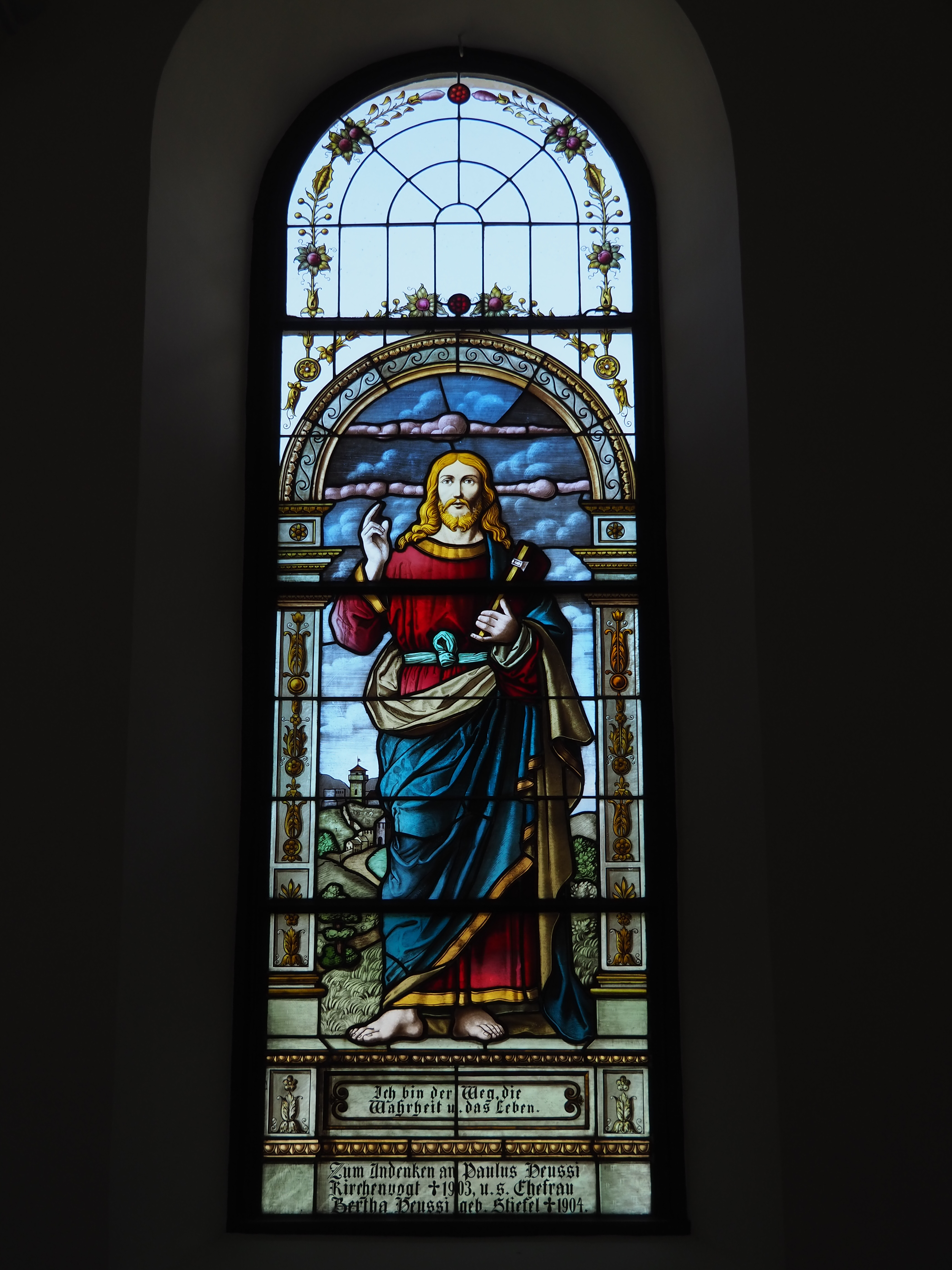
Christus-Fenster, 1904